# パンアメリカンハイウェイ
パンアメリカンハイウェイ（英: Pan-American Highway、西: Carretera Panamericana、仏: Autoroute Panaméricaine）は、南北アメリカ大陸の国々を結ぶ幹線道路網である。

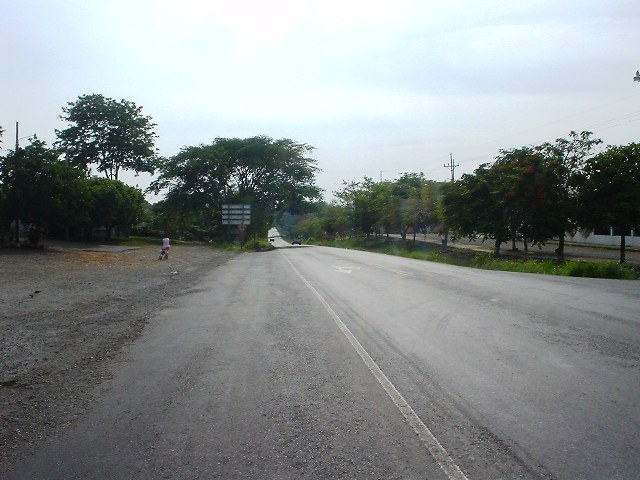
パンアメリカンハイウェイ（コスタリカ）

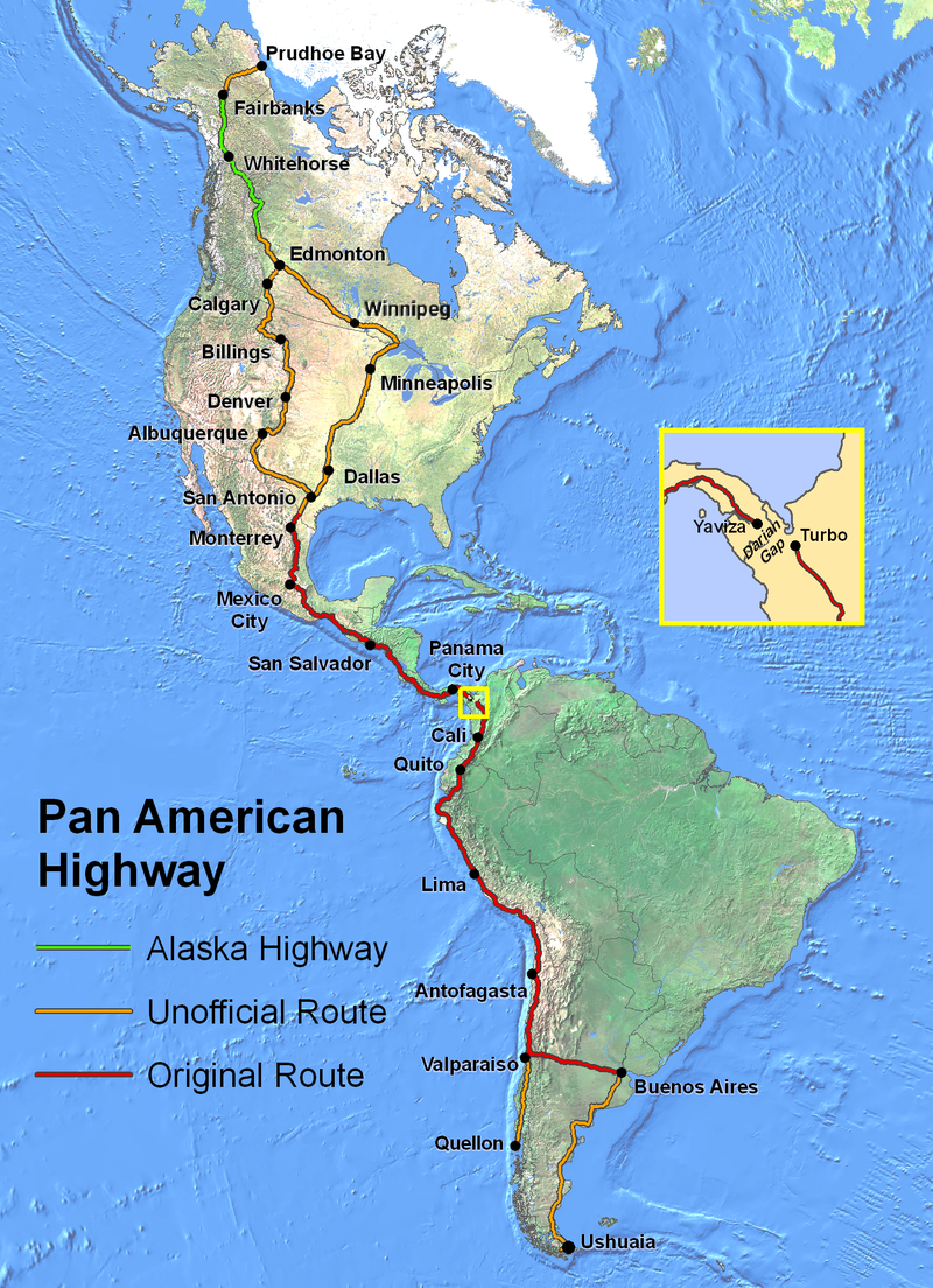
パンアメリカンハイウェイ

## 歴史
パンアメリカンハイウェイの整備構想が最初に提唱されたのは、1923年チリのサンティアゴで開催された第5回米州国際会議である。構想を受け、道路整備のための具体的な調整の場として、関係国をメンバーとするパンアメリカンハイウェイ会議が設置され、1925年の第1回会議以降、道路整備の進捗に合わせてこれまで不定期に開催されてきた（「パンアメリカンハイウェイ会議の開催年次と開催都市」の項参照）。各国の道路整備については、計画・建設から建設費に至るまでアメリカが大幅な支援を行っており、特にその動きが顕著であった1940年代から50年代にかけてその整備が大幅に進んでいる。

## 特徴
パンアメリカンハイウェイは、そのような名前の1本の道を新たに建設したのではなく、アジアハイウェイ構想に見られるように、既存の各国の主要幹線道路を「パンアメリカンハイウェイ」として整備・ネットワーク化したといった方がむしろ実態に近い。パンアメリカンハイウェイのルートとされる各国の道路は、例えば「チリハイウェイ5号線」のように必ずその国の名前が付けられており、むしろその名称の方が一般的なため、地元の人がその道路を「パンアメリカンハイウェイ」と呼ぶこと自体知らない場合もある。
また、カナダとアメリカ国内については、どのルートを「パンアメリカンハイウェイ」と呼ぶのかについてこれまで公式な定義づけがなされたことがない。つまり、各資料で紹介されているカナダとアメリカ国内のルートについては、数あるルートのうちで一般に「パンアメリカンハイウェイ」として呼び習わしている有名なルートを紹介したものということになる。
以上のことから見ても、パンアメリカンハイウェイは部分によってはそのルートや範囲があいまいな、極めて概念的な色彩が強い「道路」ということができる（実際、ルートや支線の数などの捉え方、総延長距離や始点・終点の位置などについては、資料によって大きな差がある）。
一般に本線とされているルートは、アラスカ州フェアバンクス（Fairbanks）を起点に（さらにそこより北のサークル（Circle）という北極圏に近い街を起点とする場合もある）、北米大陸西岸から中西部を通ってメキシコから中米に抜け（ただし後述のように、一部道路が分断されている地点がある）、南米大陸の西岸を通りチリのサンチアゴから東へとルートを変えてアンデス山脈を横断し、ブエノスアイレス、さらにはそこから南下して大陸南端のティエラ・デル・フエゴ（Tierra del Fuego）に至るコースである。その間、北極圏や南極圏に近い寒冷地から熱帯雨林、平地から標高4,500mの高地に至るまでのさまざまな気候帯や生態系、さらには14か国（「本線」の項目に列記）もの国々を通過する（ちなみに、1997年版のブリタニカ百科事典ではパンアメリカンハイウェイの長さを「全長48,000km」としている。ただし、一部ルートの定義付けがなされていない箇所があることは上述のとおりであり、この数値がどれほどの意味を持つかは疑問である）。
これだけの長さと多様な地理的条件を持った道路であるため、全線を同一の規格・状態に保持すること自体物理的に見ても不可能であるし、また実際問題として道路の規模やメンテナンス状態などは国ごと、さらには同一国内の異なる地域によって千差万別である。
パンアメリカンハイウェイの全ルートのうち、いくつかの地点については乾季にしか通行できない。また、それ以外にも地震や台風による地すべりなどのために通行止めとなる箇所、冬季の積雪のための通行止めになる箇所（アンデスの中腹にある、チリとアルゼンチンの国境地点はその例）などが数多くある。さらに、ラテンアメリカ諸国の政情不安や治安の低下なども、これまでパンアメリカンハイウェイの通行を妨げる大きな要因となってきた。現在でも、治安面などからドライブそのものが危険な地帯が数多く存在する。
以下、パンアメリカンハイウェイの本線及び支線について詳述する。

## 本線（アラスカ - カナダ - パナマ）
パンアメリカンハイウェイの一応の起点とされているのは、アラスカのフェアバンクスである。そこからカナダのユーコン準州（Yukon Territory）、ブリティッシュコロンビア州（British Columbia）などを抜けてアメリカ西海岸（または中西部）を通り、さらにメキシコや中米諸国を通過してパナマに至る（ただし、上述のように、カナダとアメリカについては、どのルートを「パンアメリカンハイウェイ」と言うかについて公式な定義づけがなされたことがない）。

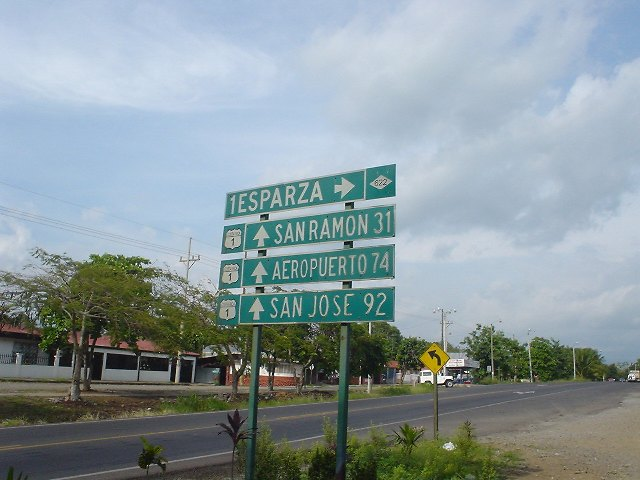
中央アメリカハイウェイ1号線の標識

全ルートのうち、特にフェアバンクスからカナダのブリティッシュコロンビア州（ドーソンクリーク）までの部分を「アラスカハイウェイ」、メキシコからパナマにかけてのルートを「インターアメリカンハイウェイ」と呼んでいる。インターアメリカンハイウェイはメキシコなどをドライブするアメリカ人旅行者に非常に人気がある。
パンアメリカンハイウェイとして公式に定義づけられている部分の起点はアメリカとメキシコの国境地帯に点在しており（メキシコには以下に述べるように、主要都市から国境地帯に向かってパンアメリカンハイウェイの支線が複数延びている）、その中でハイウェイ本線の起点はテキサス州ラレド（Laredo）またはメキシコ側のヌエボ・ラレド（Nuevo Laredo）とされている。

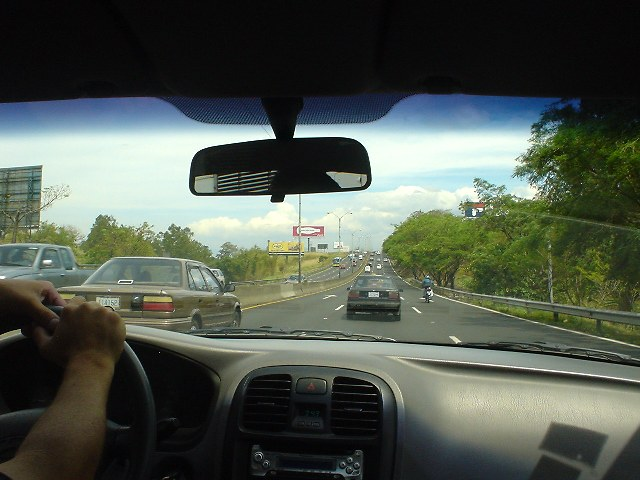
コスタリカ・サンホセ近郊

起点となるラレードからは、メキシコ連邦ハイウェイ（Mexican Federal Highway）85号線がメキシコシティへと南下しており、メキシコシティからは同190号線に接続し、グアテマラ国境に至る。さらにグアテマラより先は中央アメリカハイウェイ（Central American Highway）1号線と名称を変え、途中エルサルバドル、ホンジュラス、ニカラグア、コスタリカの各国を通過し、パナマ東部のカニータ（Cañita）まで道路が続いている。公式にはカニータがパンアメリカンハイウェイの北側部分の終点とされているが、実際にはカニータより約180km南の地点、コロンビアとの国境地帯に広がるダリエン地峡（Darién Gap）の手前の町ヤビサ（Yaviza）まで道路が続いている。
本線北側部分の主な通過都市は以下のとおりである（ただし、カナダとアメリカについては「本線」そのものが特定できないので、英語版ウィキペディアの記事などいくつかの資料を参考に、パンアメリカンハイウェイが通過しているとされる都市の一部を列記した。このため、各都市が必ずしも1本のルートで結ばれているとは限らない）。
アメリカ合衆国（アラスカ）
サークル（Circle）、フェアバンクス（Fairbanks）
カナダ
ビーバークリーク（Beaver Creek）、ホワイトホース（Whitehorse、以上ユーコン地方）、フォートネルソン（Fort Nelson）、ドーソンクリーク（Dawson Creek）、プリンス・ジョージ（Prince George）、カーチェクリーク（Cache Creek）、バンクーバー（Vancouver、以上ブリティッシュコロンビア州）
ウィニペグ（Winnipeg、マニトバ州）、
アメリカ合衆国（本土）
シアトル（Seattle）、タコマ（Tacoma）、オリンピア（Olympia、以上ワシントン州）、ポートランド（Portland）、ユージーン（Eugene）、メドフォード（Medford、以上オレゴン州）、サンフランシスコ（San Francisco）、サンノゼ（San Jose）、サンタバーバラ（Santa Barbara）、ロサンゼルス（Los Angeles）、サンディエゴ（San Diego、以上カリフォルニア州）、ユマ（Yuma）、ノーガルス（Nogales、以上アリゾナ州。以下メキシコ国内のノーガルス支線に接続）
ヤンクトン（Yankton、サウスダコタ州）、オクラホマシティ（Oklahoma City、オクラホマ州）ウェーコ（Waco）、ラレド（Laredo、以上テキサス州）
メキシコ
ヌエボ・ラレード（Nuevo Laredo）、モンテレイ（Monterrey）、シウダ・ビクトリア（Ciudad Victoria）、メキシコシティ（Mexico City）、オアハカ（Oaxaca）、トゥストラ・グティエレス（Tuxtla Guetiérres）、
グアテマラ
ラ・メシージャ（La Mesilla）、ウェウェテナンゴ（Huehuetenango）、チマルテナンゴ（Chimaltenango）、グアテマラシティ（Guatemala City）
エルサルバドル
サンタ・アナ（Santa Ana）、サンサルバドル（San Salvador）、サンミゲル（San Miguel）、エル・アマティージョ（El Amatillo）
ホンジュラス
テグシガルパ（Tegucigalpa）
ニカラグア
オコタル（Ocotal）、エステリ（Estelí）、マナグア（Managua）、リバス（Rivas）、ペーニャス・ブランカス（Peñas Blancas）
コスタリカ
リベリア（Liberia）、サン・ホセ（San José）、パルマ・スール（Palma Sur）
パナマ
ダビド（David）、サンチアゴ（Santiago）、ペノノメ（Penonomé）、パナマシティ（Panama City）、カニータ（Cañita）

## 分断地点
パンアメリカンハイウェイは、パナマとコロンビアの間にあるダリエン地峡（Darién Gap）一帯で、約87kmにわたって南北に分断されている（他にパナマ運河も地理的にハイウェイを分断している地点として知られているが、こちらについては橋が架かっており、道路が分断されているわけではない）。
ダリエン地峡を道路でつなぐことについて過去に調査が行われたこともあるが、このあたり一帯は、中南米でもっとも多様な植物相を持った地帯の一つとして知られており、ダリエン国立公園（パナマ）、ロス・カティオス国立公園（コロンビア）として世界遺産に登録されている。また、エンベラ（Embera）族、ウーナン（Wounaan）族、クナ（Kuna）族などいくつかの先住民族が森林に依拠した生活を営んでいるため、熱帯雨林保護や先住民族の生活保護の観点から道路敷設について反対する意見の方が多勢を占める（このことを物語るエピソードの一つとして、上述のヤビザが挙げられる。ヤビザ一帯は1970年代までは鬱蒼とした密林地帯だったが、道路が建設されたことで森林の乱伐が進み、今では道路の両脇（幅にして数キロメートル）の部分が、道路に沿ってベルトのように森林が消失した状態になってしまっている）。
その他、熱帯性疾患や口蹄疫の北米地区への侵入予防、パナマへのコロンビア人の不法移民の増加抑制なども道路建設反対の理由とされている（ちなみに、ダリエン地峡周辺は、麻薬密売ルートや反政府ゲリラの拠点としても知られており、中南米全域で最も危険な地帯の一つにも数えられている）。

## 本線（コロンビア - アルゼンチン）
パンアメリカンハイウェイの南側部分の起点はコロンビア北西部地区である。ここを起点にコロンビアハイウェイ (Columbia Highway) 52号線がコロンビアのメデジン (Medellín) まで続いている。メデジンからは同54号線に接続しボゴタ (Bogotá) まで続いているが、このルートは迂回路となっており、南下ルートとしてはより直線的で距離も短い同11号線がある。ボゴタからは同72号線が延びており、ムリージョ (Murillo) で11号線と合流する。11号線は合流地点からそのままエクアドル国境まで延びており、エクアドルに入ってからはエクアドルハイウェイ (Ecuador Highway) 35号線と名称を変えてエクアドル国内を縦貫し、ペルー国境に至る。

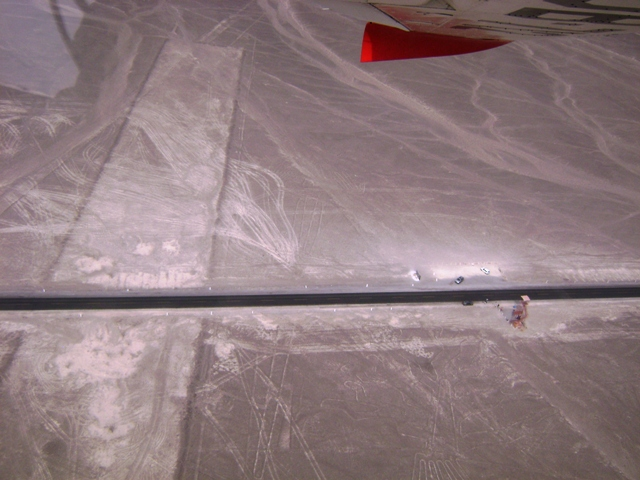
ハイウェイによって分断された地上絵

ペルーではパンアメリカンハイウェイはペルーハイウェイ (Peru Highway) 1号線という名称で、首都のリマや地上絵で有名なナスカなどの都市を通りチリ国境まで続いている。なお、ハイウェイは地上絵を横切って建設されたため、地上絵の一部が破壊されている (右画像参照)。チリ国境から先はさらにチリハイウェイ (Chile Highway) 5号線（“Ruta 5”の名称で親しまれている）としてサンティアゴ北部まで続いており、さらにそこからは東へと向きを変え、チリハイウェイ60号線に入り、アルゼンチン国境を越えたところでアルゼンチンハイウェイ (Argentina Highway) 7号線と名称を変え、ブエノスアイレスに至る（途中同8号線を部分的に通っているものと思われる）。
パンアメリカンハイウェイ南側本線はブエノスアイレスが一応の終点とされていたが、近年、道路建設が進んだ結果、ブエノスアイレスからアルゼンチンハイウェイ3号線が南アメリカ大陸の南端であるフエゴ島 (Tierra del Fuego) のウシュアイア (Ushuaia) まで延び、この地点がパンアメリカンハイウェイの終点とされるようになった（ウシュアイアには、パンアメリカンハイウェイの終点であるとして、「アラスカまで17,848km」の標識が立てられている）。
本線南側部分の主な通過都市は以下の通りである。
コロンビア
メデジン (Medellín)、ボゴタ (Bogotá)、ムリージョ (Murillo)、カリ (Cali)、パスト (Pasto)
エクアドル
キト (Quito)、クエンカ（Cuenca)
ペルー
ピウラ (Piura)、チクラヨ (Chiclayo)、トルヒーリョ (Trujillo)、チンボテ (Chimbote)、リマ (Lima)、ナスカ (Nazca)、アレキパ (Arequipa)、タクナ (Tacna)
チリ
アリカ (Arica)、アントファガスタ (Antofagasta)、ラ・セレーナ (La Serena)、コキンボ (Coquimbo)、サンティアゴ (Santiago)
アルゼンチン
メンドーサ (Mendoza)、サン・ルイス (San Luis)、ブエノスアイレス (Buenos Aires)、バイアブランカ (Bahia Blanca)、ビエドマ (Viedma)、トレレウ (Trerew)、コモドーロ・リバダビア (Comodoro Rivadavia)、リオ・ガジェーゴス (Rio Gallegos)、ウシュアイア (Ushaia)

## 支線
上述した本線以外にも、パンアメリカンハイウェイには以下のような多数の支線があることが知られている。

### アメリカ・メキシコ間
パンアメリカンハイウェイの公式な起点とされているラレードからメキシコシティに至るハイウェイの本線（メキシコ連邦ハイウェイ85号線）のほか、メキシコ国内の支線として以下のような道路がある。
ノーガルス（Nogales）支線
アリゾナ州ノーガルスからメキシコシティに至るルートで、メキシコ連邦ハイウェイ15号線のことを指す。
エルパソ（El Paso）支線
テキサス州エルパソからメキシコシティに至るルートで、同45号線を指す。
イーグルパス（Eagle Pass）支線
テキサス州イーグルパスからメキシコシティに至るルート。具体的にどの路線のことを指すのか特定できないが、同57号線を指すものと思われる。
ファー（Pharr）支線
テキサス州ファーからモンテレイ（Monterrey）に至るルートで、同40号線を指す。モンテレイから本線に合流し、メキシコシティに至る。
ブラウンズビル（Brownsville）支線
テキサス州ブラウンズビルからシウダド・ビクトリア（Ciudad Victoria）に至るルートで、同101号線を指す。シウダド・ビクトリアから本線に合流し、メキシコシティに至る。

### コロンビア・ベネズエラ間

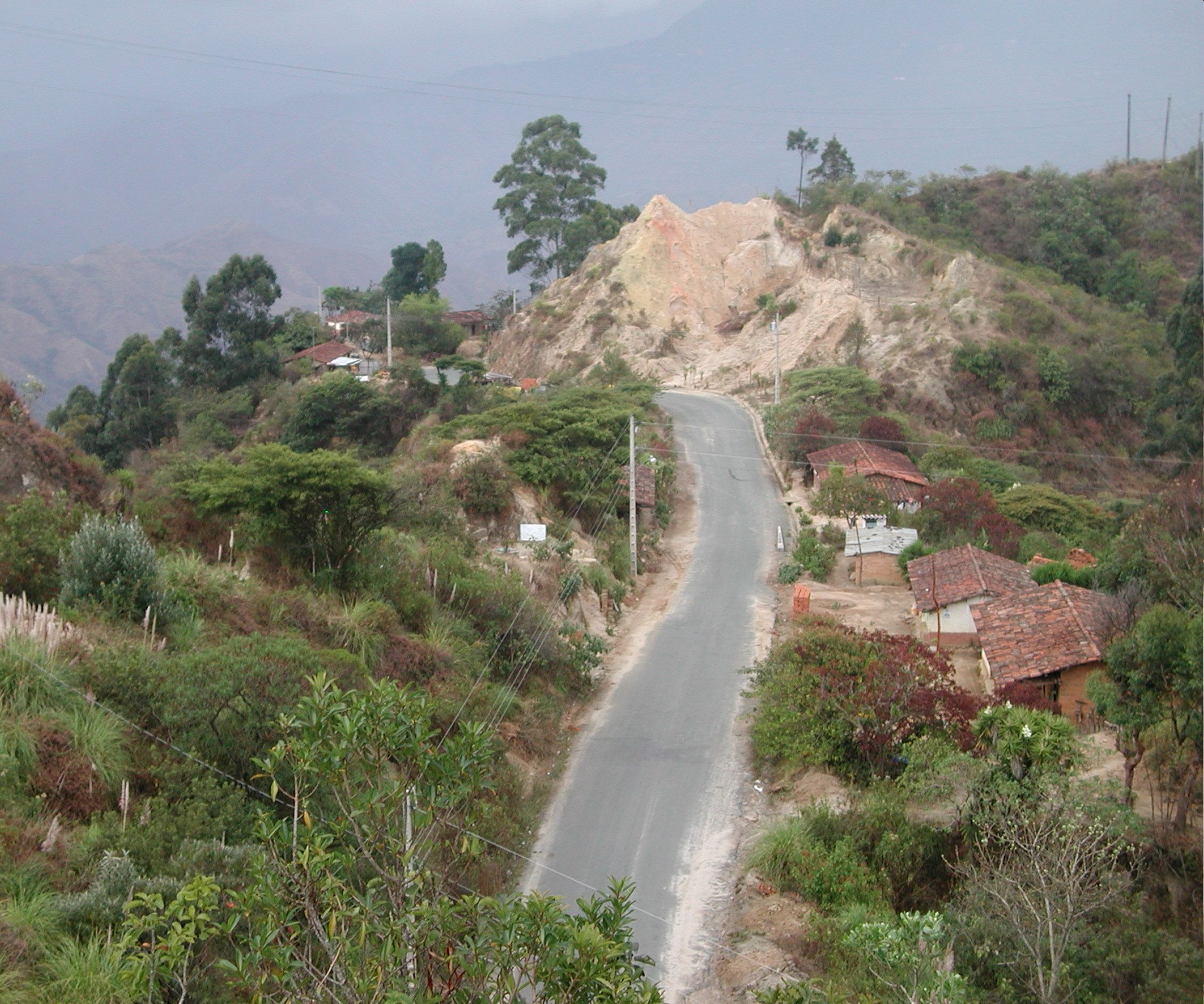
アンデス山脈海抜2500m (エクアドル南部)

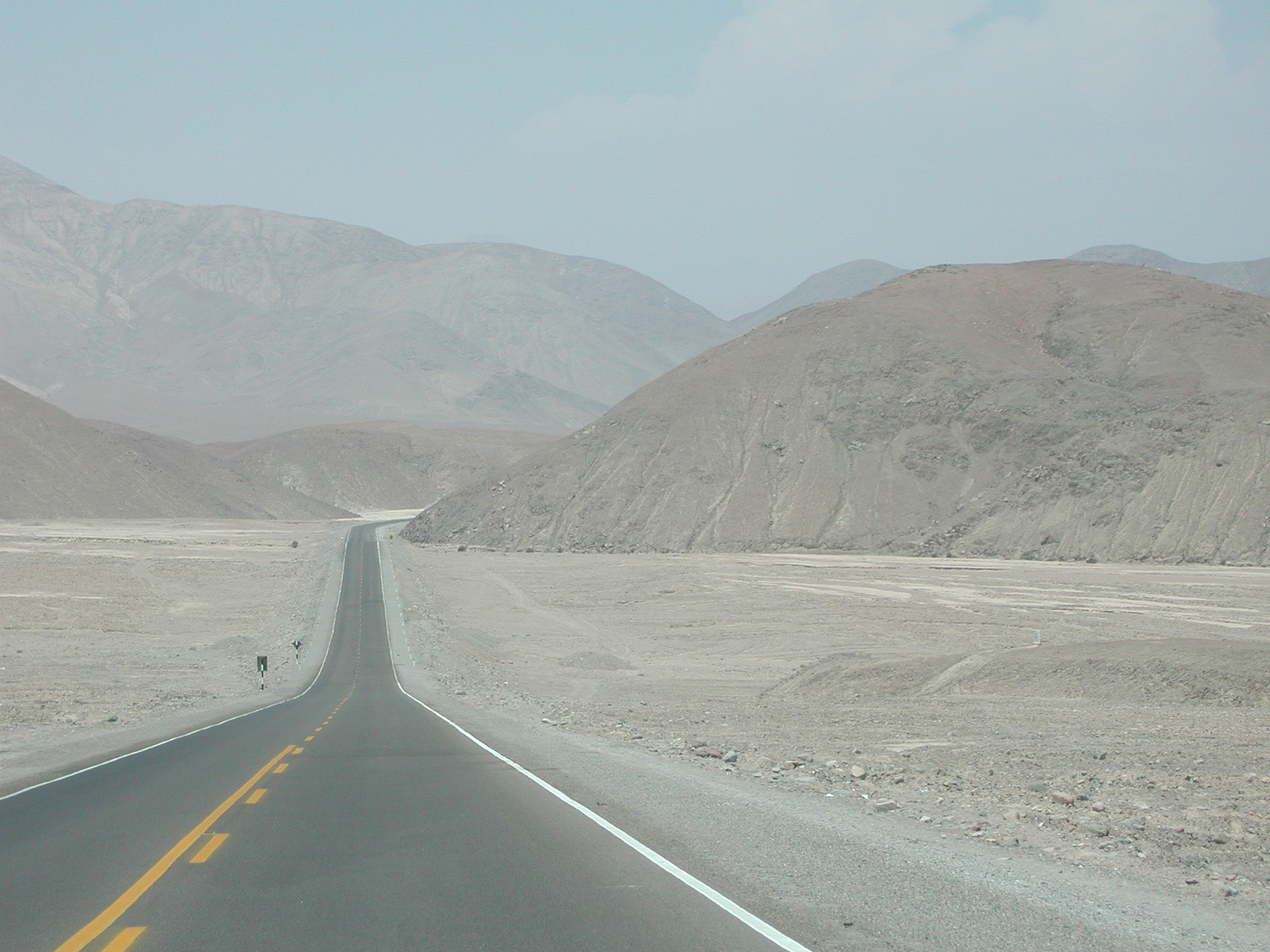
アタカマ砂漠 (チリ北部)

パンアメリカンハイウェイの支線として、コロンビアのボゴタを起点にベネズエラのグイリア（Guiria）に至るシモン・ボリバル（Simón Bolívar）支線が知られている。ボゴタからコロンビアハイウェイ71号線としてベネズエラ国境に至り、そこからベネズエラハイウェイ（Venezuela Highway）1号線として首都カラカス（Caracas）まで行き、さらに同9号線に接続して終点のグイリアに至る。

### アルゼンチン・ウルグアイ・ブラジル間
ブエノスアイレスからは、ブラジルのリオデジャネイロに至るまでの支線がある。起点のブエノスアイレスからフェリーでラプラタ川を渡河してウルグアイのコロニア・デル・サクラメント（Colonia）に接続し、そこからウルグアイハイウェイ（Uruguay Highway）1号線で首都モンテビデオ（Montevideo）に至る。さらにそこからは同9号線に入り、ブラジル国境でブラジルハイウェイ（Brazil Highway）471号線に接続してペロータス（Pelotas）付近まで来た後、同ハイウェイ116号線に接続して、リオデジャネイロに至る。

### アルゼンチン・パラグアイ間
ブエノスアイレスとパラグアイの首都アスンシオン（Asunción）にも支線がある。ブエノスアイレスを起点にアルゼンチンハイウェイ9号線がロサリオ（Rosario）まで伸びており、そこからアルゼンチンハイウェイ11号線に接続してパラグアイ国境を越え、アスンシオンに至るルートである。

### ブラジル・ペルー間
ブラジル沿岸部にある港町のパラナグア（Paranaguá）からアスンシオンを経てボリビアの首都ラパス（La Paz）を通り、ペルーの首都リマに至るルートがある。

### チリ国内

チリやアルゼンチンで見られるパンアメリカンハイウェイの標識

チリ国内の支線としては、サンティアゴからチリ国道5号線(Ruta Cinco)をそのまま南下しプエルトモント（Puerto Montt）に至るルートがある（なお、資料によってはさらに南のプンタ・アレーナス（Punta Arenas）までのルートを含めているものもある）。なお、国道5号線は1990年代以降アスファルト舗装化が進められ、2007年現在、ほぼ全区間が舗装路である。

### その他
上記以外にも、ベネズエラと近隣諸国の内陸部を結ぶ支線などがあるようである。

## パンアメリカンハイウェイ会議の開催年次と開催都市

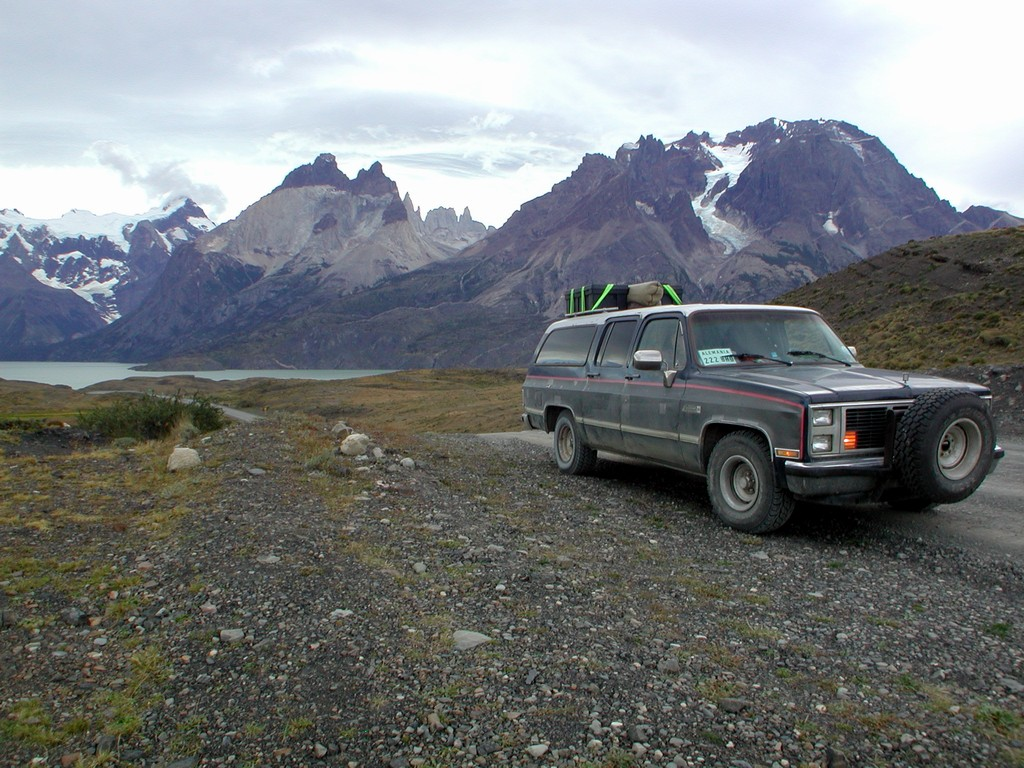

- 第1回：1925年（ブエノスアイレス）
- 第4回：1941年（　）
- 第5回：1944年（　）
- 第8回：1960年（　）
- 第9回：1963年（ワシントン）
- 第11回：1971年（キト）
- 第13回：1979年（カラカス）
- 第14回：1982年（ブエノスアイレス）
- 第15回：1986年（メキシコシティ）
- 第＿回：1991年（モンテビデオ）

## 関連事項
- 英語版ウィキペディア　パンアメリカンハイウェイ
- 英語版ウィキペディア　パンアメリカンハイウェイ（北アメリカ）
- 英語版ウィキペディア　パンアメリカンハイウェイ（南アメリカ）
- アジアハイウェイ構想
- アメリカ橋
- 北米回廊
- カレラ・パナメリカーナ・メヒコ
- 欧州自動車道路
- トランス・アフリカ・ハイウェイ